# Fininho (futebolista, 1972)
Paulo Sérgio Lira Goés, mais conhecido pelo pseudônimo de Fininho (João Pessoa, 6 de julho de 1972) é um jogador de futsal brasileiro aposentado, que atualmente é técnico da Associação Esportiva Uruguaianense do Rio Grande do Sul e que disputa da Liga Gaúcha.

## Carreira
Dono de um potente chute de canhota e com muita precisão nos passes, Fininho iniciou sua carreira no EC Cabo Branco-PB. Depois, rodou por diversos clubes: Votorantim-PE, Sumov-CE, Impacel-PR, Enxuta-RS, ACBF/Carlos Barbosa-RS, Ulbra-RS, Ipiranga-SP, Vasco da Gama-RJ, São Paulo F.C. - SP, Arsenal/Texaco-MG, Joinville-SC, Umuarama-PR, Assaf/ Santa Cruz-RS, Arapoti-PR, Augusta-ITA. Pela seleção brasileira, disputou quatro Copa do Mundo de Futsal da FIFA (1992, 1996, 2000 e 2004) marcando ao todo 20 gols.

## Principais títulos
- Campeonato Mundial de Futsal de 1996 (Espanha)
- Campeonato Mundial de Futsal de 1992 (Hong Kong)
- Copa América de Futsal de 1999
- Copa América de Futsal de 1998
- Copa América de Futsal de 1997
- Campeão Mundial de Clubes em 2004 pelo Carlos Barbosa